# Australian Open 2019 (gra pojedyncza na quadach)
Australian Open 2019 – gra pojedyncza na quadach – zawody singlowe na quadach, rozgrywane w ramach pierwszego w sezonie wielkoszlemowego turnieju tenisowego, Australian Open. Zmagania miały miejsce w dniach 23–26 stycznia na twardych kortach Melbourne Park w Melbourne.

## Zawodnicy rozstawieni
| Numer | Tenisista    | Osiągnięcie |
| ----- | ------------ | ----------- |
| 01    | Dylan Alcott | zwycięstwo  |
| 02    | David Wagner | finał       |

## Drabinka

#### Klucz
- w/o – walkower
- k – krecz
- d – dyskwalifikacja
- Q – kwalifikant
- WC – dzika karta
- LL – szczęśliwy przegrany
- Alt – zawodnik zastępczy
- PR – ochrona rankingu
- SE – specjalna przepustka
- ITF – ranking ITF
- JE – ranking juniorski

### Faza finałowa
|  |       |              |   |    |  |
|  | Finał |              |   |    |  |
|  |       |              |   |    |  |
|  |       |              |   |    |  |
|  |       |              |   |    |  |
|  | 1     | Dylan Alcott | 6 | 7  |  |
|  | 1     | Dylan Alcott | 6 | 7  |  |
|  | 2     | David Wagner | 4 | 62 |  |
|  | 2     | David Wagner | 4 | 62 |  |
|  |       |              |   |    |  |

### Faza grupowa
|    |                  | Dylan Alcott                 | Heath Davidson               | Andrew Lapthorne          | David Wagner                 | Mecze W–L | Sety W–L | Gemy W–L | Miejsce |
| 1  | Dylan Alcott     |                              | 6:3, 6:2 23 stycznia         | walkower 25 stycznia      | 6:7(3), 6:4, 7:5 24 stycznia | 3–0       | 6–1      | 43–21    | 1.      |
| WC | Heath Davidson   | 3:6, 2:6 23 stycznia         |                              | 6:1, 6:1 24 stycznia      | 7:6(6), 5:7, 3:6 25 stycznia | 1–2       | 3–4      | 32–33    | 3.      |
|    | Andrew Lapthorne | walkower 25 stycznia         | 1:6, 1:6 24 stycznia         |                           | 1:6, 6:4, 4:6 23 stycznia    | 0–3       | 1–6      | 13–40    | 4.      |
| 2  | David Wagner     | 7:6(3), 4:6, 5:7 24 stycznia | 6:7(6), 7:5, 6:3 25 stycznia | 6:1, 4:6, 6:4 23 stycznia |                              | 2–1       | 5–4      | 51–45    | 2.      |

## Pula nagród
| Runda           | Punkty |
| Zwycięzca       | 800    |
| Finalista       | 500    |
| Trzecie miejsce | 375    |
| Czwarte miejsce | 100    |